# Icius congener
Icius congener là một loài nhện trong họ Salticidae.
Loài này thuộc chi Icius. Icius congener được Eugène Simon miêu tả năm 1871.